# BJ批发俱乐部
BJ批发俱乐部（英語：BJ's Wholesale Club Holdings）是美国东海岸一家仓储式商店，于1984年成立。截至2018年，在美国拥有215家店铺跨16个州，缴纳会费的会员有500万，基础会员年费为55美元，增值会员年费为110美元，拥有两个自主品牌Wellsley农场和伯克利詹森年销售额超过20亿美元。2017财年的会员费用为2.59亿美元，在美国拥有134个加油站，每个会员年均到店购物次数为22次，会员(两年以上会员)续约率在2017财年达到了86%。其在美国的竞争对手为好市多、山姆会员商店。

## 自有品牌
Wellsley Farms®
Berkley Jensen®
年销售额达到20亿美元